# 音江環状列石
音江環状列石（おとえかんじょうれっせき）は、北海道深川市音江に所在する縄文時代の環状列石群である。別称は、音江環状石籬（おとえかんじょうせきり）である。1928年（昭和3年）、北海道指定の史跡に指定され、1956年（昭和31年）12月28日、国の史跡に指定されている。

## 概要
稲見山という標高113メートルの台地に構築されている。本遺構は、13号まで確認されているが、元来はもっと多数であったと考えられている。
発掘調査は、1917年（大正6年）に道庁技師が2基の環状列石の内側を調査している。また、1953年（昭和28年）と1955年（昭和30年）にも発掘調査されている。

## 規模・形状
遺構は、北側と南側の2グループとして捉えることができる。北側には1 - 10号までが並んでいる。これらの遺構の直径は2メートルから5メートル前後であり、自然石を環状に立てて置き、その内側に川原石を敷き詰めたり、積み重ねたりしている。南側には11号 - 13号までの3基があり、それらは東西、南北の長さが30メートルほどの土手で方形の区画を設けている。ここには環状の配石はない。

## 埋葬施設・出土品
北側の遺構の敷き詰めた石を取り除くと下から2メートル×0.5メートル、深さ1メートルほどの隅丸方形の墓壙が掘られていた。墓壙内から腐食した人骨、底から翡翠の小玉、黒曜石製石鏃、チャート製の石匙（せきひ、いしさじ）、朱漆片が出土した。南側の方形土塁の内側には、隅丸方形状に平たい石を敷き詰め、その下に1メートル×2メートルの墓壙が掘られていた。11号では翡翠小玉23、有柄石鏃12個が並べられた状態で出土した。石鏃のそばには朱漆の弓が樹皮様の紐を巻き付けて置かれていた。12号では翡翠小玉9、朱漆片、13号では翡翠小玉6、黒曜石石鏃1が出土している。